# Académie de Rennes
 (septembre 2021).
L’académie de Rennes est la circonscription scolaire et universitaire correspondant géographiquement à la région Bretagne.
L'académie regroupe quatre inspections académiques représentant chacune un des départements de la région Bretagne : l'Ille-et-Vilaine, les Côtes-d'Armor, le Finistère et le Morbihan.
L'académie de Rennes fait partie de la zone B.
Elle emploie plus de 52 000 agents dont 85 % d'enseignants. Elle scolarise plus de 600 000 élèves et apprentis ainsi qu'environ 113 000 étudiants.
C'est la sixième académie de France par sa population scolaire après celles de Versailles, Lille, Créteil, Nantes et Lyon.

## Les universités

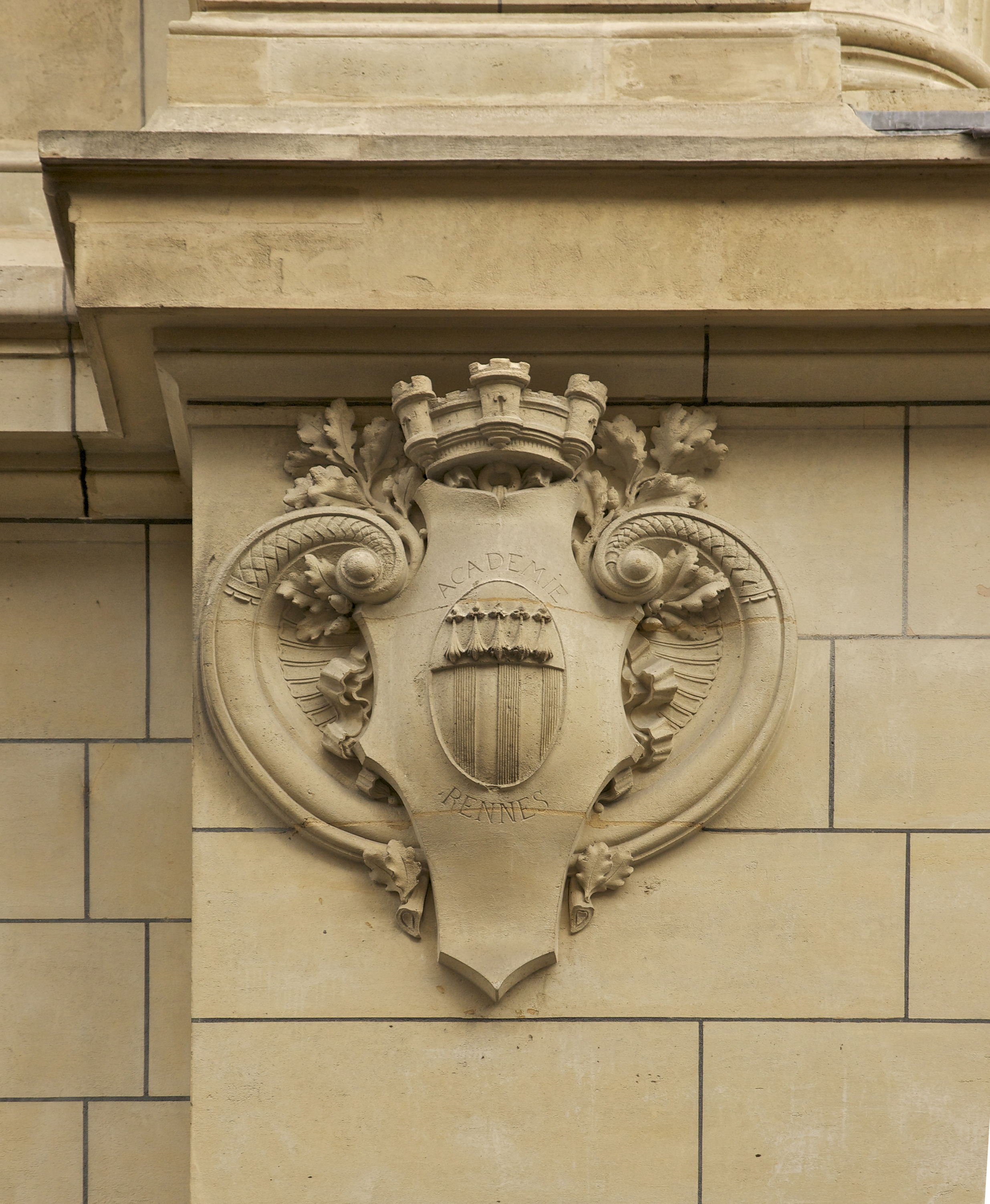
Armoiries de l'académie de Rennes, sculptées sur un mur de la Sorbonne à Paris.

On trouve quatre universités dans cette académie : l'Université de Rennes, Rennes II, l'Université de Bretagne-Occidentale (Brest) et l'Université Bretagne-Sud (Vannes et Lorient). Un Institut national supérieur du professorat et de l'éducation (INSPE), plusieurs écoles d'ingénieurs et de commerce, deux centres hospitaliers universitaires (CHU) sont également présents.
En 2011, l'académie de Rennes est la cinquième académie universitaire française (hors Île-de-France) avec 113 740 étudiants (derrière celles de Lyon, Lille, Toulouse et Nantes).

## Le recteur

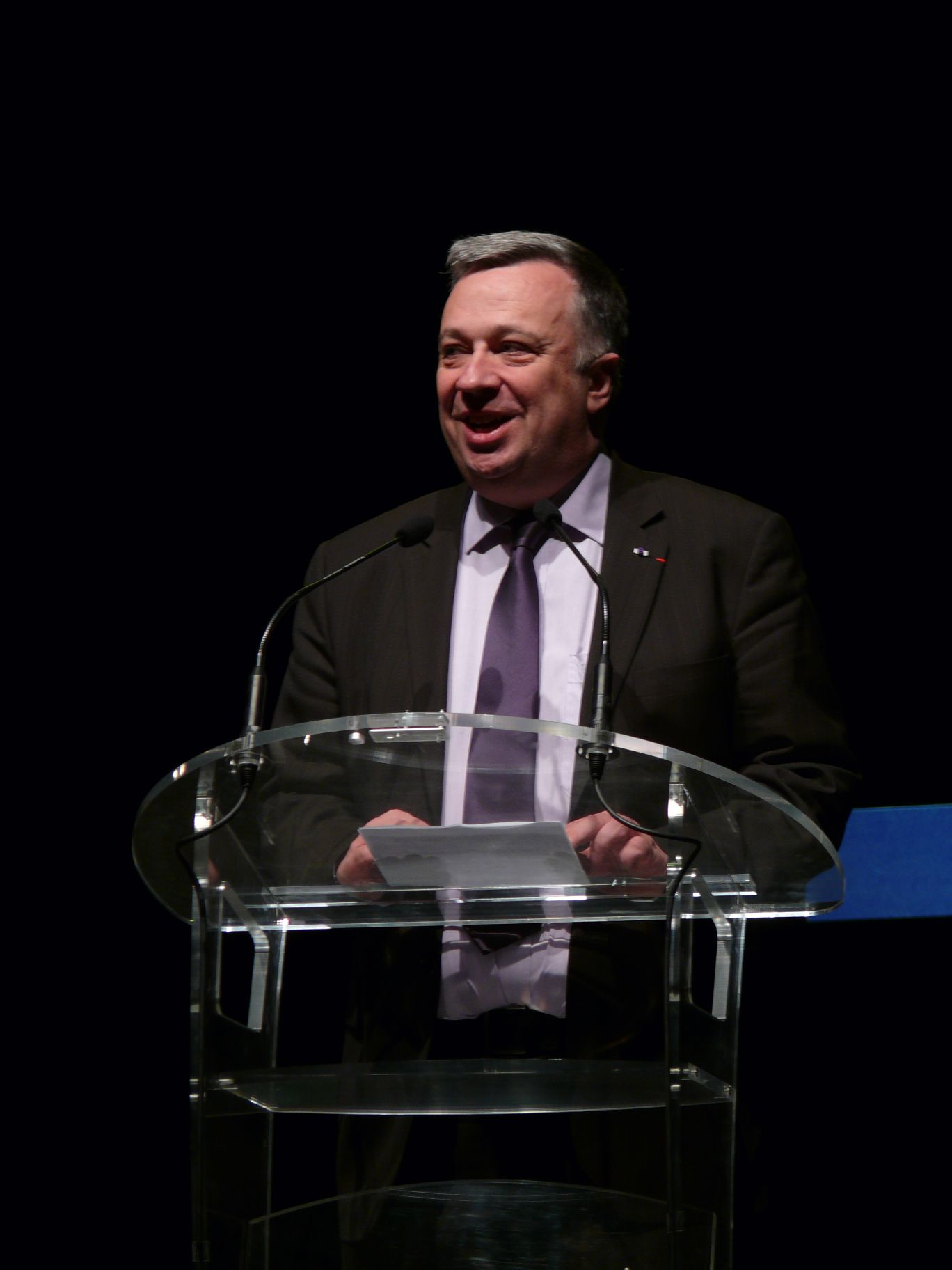
Alexandre Steyer, recteur de 2011 à 2013.

L'académie est dirigée par un recteur nommé en Conseil des ministres par le président de la République sur le rapport du Premier ministre et du ministre de l’éducation nationale. Chancelier des universités, il exerce le contrôle de légalité sur les décisions prises par les établissements universitaires. Il coordonne les établissements d'enseignement supérieur et préside le conseil d’administration du Centre régional des œuvres universitaires et scolaires (CROUS).
Le recteur applique dans l’académie la politique scolaire et universitaire définie par le gouvernement. Il contrôle et note les personnels enseignants et administratifs. Il nomme les jurys des examens et signe les diplômes nationaux. Il attribue les enveloppes budgétaires aux différents établissements placés sous sa tutelle. Il informe le ministre de l’Éducation nationale sur les résultats, les besoins et les difficultés des établissements de l'académie.
Il est assisté d’un secrétaire général d’académie pour toutes les questions administratives, juridiques et financières. Des inspecteurs d’académie dirigent les services départementaux de l’Éducation nationale dans les départements.
Pour les questions pédagogiques, il est assisté d'inspecteurs d’académie-inspecteurs pédagogiques régionaux (IA-IPR) qui le conseillent sur l’enseignement de chaque discipline (mathématiques, lettres, histoire-géographie, anglais, économie et gestion, sciences physiques , etc.) et inspectent les professeurs exerçant en collège et en lycée général et technologique. Les professeurs de lycée professionnel sont inspectés par des inspecteurs de l'éducation nationale (IEN).

## Recteurs successifs

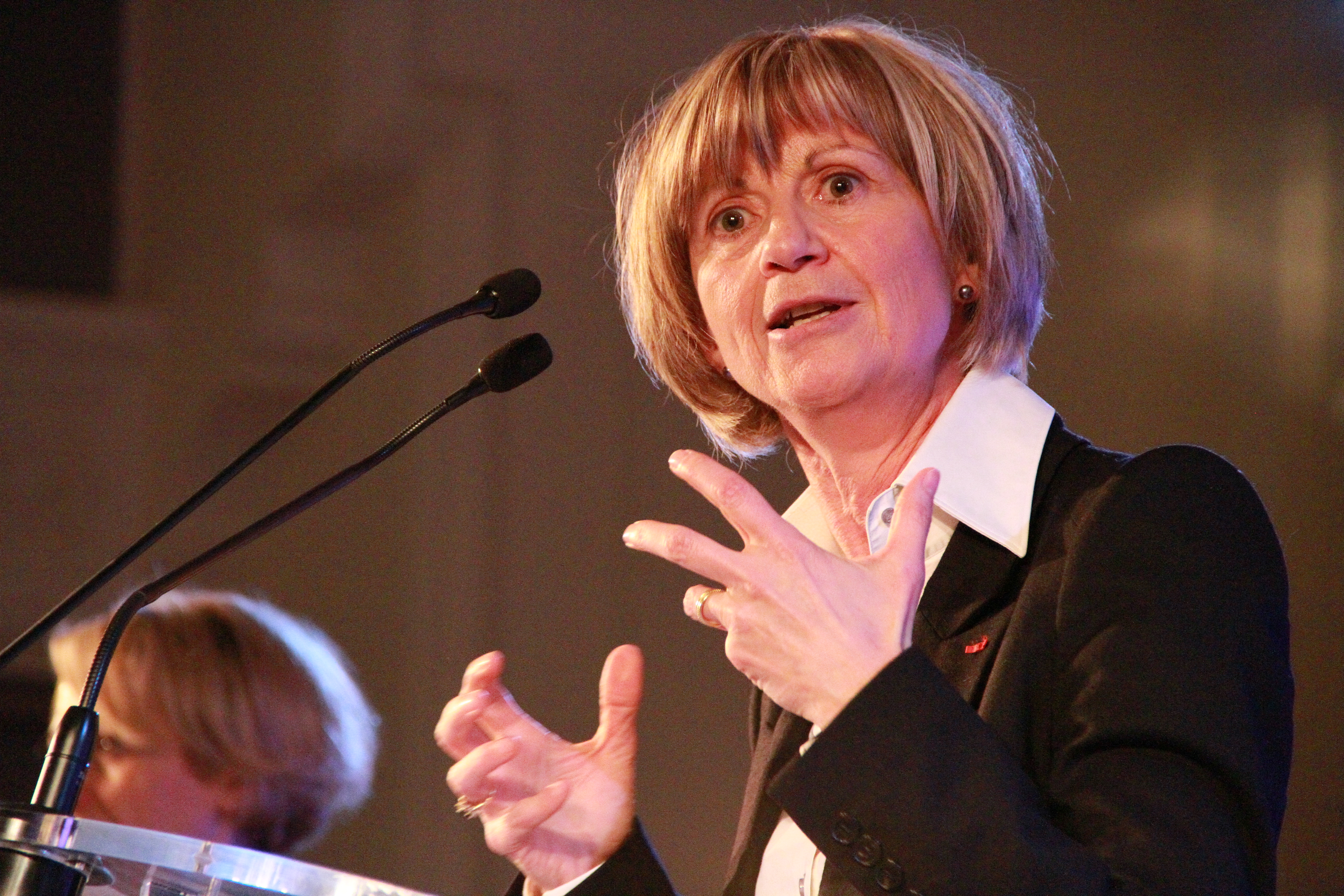
Armande Le Pellec Muller, rectrice de 2018 à 2019.

- Pierre Le Grand (1830-1839), professeur de sciences physiques, premier recteur laïque [2] ;
- Louis-Antoine Dufilhol (1839-1847) haut fonctionnaire français de l'enseignement ;
- Augustin Thery (1848-1854), docteur ès lettres ;
- Adolphe Mourier (1855-1860) ;
- Alfred Mangin-Marrens (1861-1866), docteur ès lettres ;
- Faustino Malaguti (1866-1873), professeur de chimie ;
- Jules Jarry 1873-1900 ;
- Raymond Thamin (1900-1904), docteur ès lettres ;
- Charles Laronze (1904-1911) agrégé de lettres, docteur ès lettres ;
- Louis Gérard-Varet (1911-1930) ;
- Georges Davy (1931-1938) ;
- Galletier (1938-04/1941) ;
- Boussagol (06/1941-11/1941) ;
- Michel Souriau (12/1941-08/44) ;
- Lucien Wolff (08/1944-08/1946), professeur de langue et littérature anglaise ;
- Maurice Colleville (1946/1947), ancien élèves de l'École normale supérieure, recteur à la Libération, agrégation d'allemand ;
- Paul Henry (1947/1960), professeur d'histoire moderne et contemporaine ;
- Henri Le Moal (1960-1970), professeur de sciences ;
- Claude Durand Prinborgne (1970-1973), professeur de droit public ;
- Pierre Albarède (1973-1975), professeur de médecine ;
- Yves Martin (1975-1979), professeur de sciences ;
- Jean-Joseph Garagnon (1979-1981), professeur de droit public ;
- Paul Rollin (1981-1984), professeur de sciences ;
- André Legrand (1984-1989), professeur de droit public ;
- Herbert Maisl (1989-1993), professeur de droit public ;
- Pierre Lostis (1993-1997), directeur de recherches au CNRS ;
- William Marois (1997-2000), professeur de sciences économiques ;
- Marc Debene (2000-2005), professeur de droit public ;
- Serge Guinchard (2005-2006), professeur de droit privé et de sciences criminelles ;
- Jean-Baptiste Carpentier (2006-2008), professeur de sciences de l'information et de la communication ;
- Alain Miossec (2008-2011)[3], professeur de géographie ;
- Alexandre Steyer (2011-2013)[3], professeur de sciences de gestion ;
- Michel Quere (2013-2016), directeur de recherches en sciences économiques ;
- Thierry Terret (2 mars 2016-14 février 2018), professeur de sciences et techniques des activités physiques et sportives (STAPS) ;
- Armande Le Pellec Muller, professeur en sciences et techniques des activités physiques et sportives (STAPS) ;
- Emmanuel Ethis d'avril 2019 à mars 2025, professeur en sciences de l'information et de la communication ;
- Hélène Insel depuis mars 2025[4].